# Bulbul colombar
Brachypodus priocephalus
Espèce
Statut de conservation UICN

 NT  : Quasi menacé
Le Bulbul colombar (Brachypodius priocephalus) est une espèce de passereau de la famille des Pycnonotidae.

## Répartition
Il est endémique aux Ghâts occidentaux dans l'ouest de l'Inde, depuis Goa jusqu'au Tamil Nadu.

## Habitat
Ce bulbul est résident dans les forêts humides de feuillus à feuilles persistantes avec des bambous et un sous-bois dense.

## Description
Son plumage est vert olive, avec une tête gris-moyen, un front jaune-vert, un menton noir et une queue grise. Son bec et son iris sont de couleur jaune pâle. Le dessus du croupion et le bas du dos ont des barres noirâtres. La queue est grise avec des plumes extérieure noires à bout gris. Les deux sexes sont semblables, mais les jeunes ont la tête noire de l'olivier avec le jaune sur le front plus terne. (Longueur 143-152mm; tête 33-35mm; queue 74-77mm).
Son cri est un chraink aigu.

## Comportement
Il vit seul ou en petits groupes.

## Reproduction
Il niche de février à juin. Le nid est placé dans un buisson bas.

## Alimentation
Il se nourrit essentiellement de fruits.